# Peter Petrelli
Peter Petrelli, spelad av Milo Ventimiglia, är en rollfigur i tv-serien Heroes. Han har den övermänskliga förmågan att replikera andras förmågor. Så fort Peter är nära en annan person med en speciell förmåga kan han använda sig av den. När han träffar på personen får han även en speciell känsla och genom att komma ihåg den kan han senare använda sig av förmågan utan att personen är i närheten. Ett komplext känslospel gör det dock svårt för Peter att styra sina förmågor, speciellt när han kopierar en ny förmåga. En Peter från framtiden kommer i slutet av säsong 2 för att skjuta sin bror Nathan när denne tänkte avslöja krafterna för hela världen. Detta skulle ha resulterat i att alla på jorden fick krafter och att en lätt fientlighet skulle byggas upp mellan de med konstgjorda krafterna och de med medfödda krafterna. Detta riskerade att utlösa ett krig. Under säsong 3 tog Peters pappa, Arthur Petrelli, hans krafter. Efter att i några avsnitt ha varit kraftlös injicerar han senare sig själv med formeln för att på det sättet kunna rädda sin bror Nathan och får då förmågan att kunna ta andras krafter. Dock måste han vidröra denne person och från och med nu kan han endast ha en kraft i taget.
Han är bror till Nathan Petrelli och var under en tid tillsammans med Simone Deveaux. Peter är även biologisk farbror till Claire Bennet.